# Engelshof (Altmärkische Wische)
Engelshof ist ein Wohnplatz im Ortsteil Wendemark der Gemeinde Altmärkische Wische im Landkreis Stendal in Sachsen-Anhalt.

## Geographie
Der Engelshof, ein Hof in der Wische, liegt etwa 1½ Kilometer südwestlich von Wendemark und 5 Kilometer westlich der Stadt Werben (Elbe) am Flüsschen Tauber Aland.
Benachbarte Orte sind das Dorf Lichterfelde im Westen und der Parishof im Osten.

## Geschichte

### Entstehung und Neuzeit
Im Jahre 1745 wird der Hof urkundlich Engels Hoff genannt.
Der Hof war ein Rittergut zu Wendemark. Er gehörte der Familie von Wultzke (Wulsch) von vor 1425 bis zum Erlöschen der Familie im Jahre 1679. 1621 war Knüppelholz, Bürgermeister zu Seehausen, zunächst auf 12 Jahre im Wiederkaufsbesitz, danach Roloff 1658 auf 20 Jahre Wiederkaufsbesitzer, von diesem zediert an Riepert und von diesem wurde 1684 der Vorgang bei der Lehnskanzlei registriert.
In der Hofchronik des Engelshofs, verfasst von Wilhelm Arnoldi und Rudolf Henneke, heißt es Peter Engel hatte den Großen Kurfürsten bei seinen Feldzügen treu begleitet und zum Dank habe jener ihm 1679 mit dem Wendemarker Hof beschenkt. In den Akten wurde später vermerkt: Die Witwe Knüppelholz, inzwischen Frau des Akzisedirektors Peter Engel zu Seehausen, dessen Sohn Andreas Engel 1687 wurde mit dem Gesamtbesitz belehnt. Das Rittergut war bis 1874 im Besitz der Engel. In der Hofchronik heißt es: Als 1874 Franz Christoph Friedrich Wilhelm Engel starb, ohne männliche Nachkommen zu hinterlassen, musste seine Witwe den Hof verkaufen. Weitere Eigentümer waren 1874–1916 Premierleutnant und Rittergutsbesitzer Albert Buschendorf, 1916–1936 der Landwirt Julius Siedersleben. 1936 erwarb der Hüttendirektor Arthur Hennecke den Hof. Als Rittergut Nr. 4 mit einer landwirtschaftlichen Nutzfläche von 194,2 Hektar wurde der Hof bei der Bodenreform 1945 enteignet, aufgeteilt und unter anderem an „Umsiedler“ aus der Neumark verkauft, die sich dort ansiedeln durften.
Das Gutshaus liegt im Südosten des Hofes. Auf dem ehemaligen Wirtschaftshof, wo sich einst der Misthaufen und der große Sandsteintrog befanden, stehen heute zwei Einfamilienhäuser. Östlich des Hofes befand sich noch in der Mitte der Vierzigerjahre des 20. Jahrhunderts ein kleiner Park. Um einen Teich in der Mitte standen Ulmen, Linden, Kastanien und Eichen. Um den Park führte ein mit Weißdornbüschen umsäumter Rundweg. Dieser setzte sich über eine Brücke an das andere Ufer des Tauben Alands fort.
Auf dem Hof war im Zuge der „Wischeaktion der FDJ“ 1960 eine Schweinemastanstalt entstanden. Sie wurde nach der Wende stillgelegt.
Im Jahre 1986 wurde der Engelshof als ein Ortsteil von Werben (Elbe) aufgeführt. Später wurde er nur nach als sonstige Ansiedlung (Wohnplatz) von Wendemark in den Verzeichnissen geführt.

### Einwohnerentwicklung
| Jahr | Einwohner |
| ---- | --------- |
| 1798 | 10        |
| 1818 | 43        |
| 1885 | 39        |
| 1895 | 32        |

## Religion
Die evangelischen Christen vom Engelhof waren nach Wendemark eingekircht und gehörten somit früher zur Pfarrei Wendemark bei Werben an der Elbe. Die Kirchengemeinde gehört heute zum Kirchspiel Werben. Ursprünglich vom Pfarrbereich Werben betreut, wird sie seit 2018 betreut vom Pfarrbereich Seehausen des Kirchenkreises Stendal im Bischofssprengel Magdeburg der Evangelischen Kirche in Mitteldeutschland.
Im Jahre 1712 ließ sich der Besitzer des Rittergutes Joachim Christoph Engel in der Wendemarker Kirche einen hölzernen Patronatsstuhl errichten, auf dem Szenen aus dem Leben Jesu dargestellt sind.

## Kultur und Sehenswürdigkeiten
Das Rittergut Engelshof steht unter Denkmalschutz. Es besteht aus einem Gutshaus, einem zweistöckigen Fachwerkgebäude des 18. Jahrhunderts über einem rechteckigen Grundriss mit neun Achsen und einer Freitreppe zum Hof. Der quadratische Hof wird auf der West- und Nord-Seite von niedrigen Wirtschaftsgebäuden gesäumt.